# Lorentzimys nouhuysi
Lorentzimys nouhuysi är en däggdjursart som beskrevs av Fredericus Anna Jentink 1911. Lorentzimys nouhuysi är ensam i släktet Lorentzimys som ingår i familjen råttdjur. IUCN kategoriserar arten globalt som livskraftig. Inga underarter finns listade i Catalogue of Life.
Denna gnagare förekommer på Nya Guinea. Den vistas i kulliga områden och i bergstrakter upp till 2700 meter över havet. Habitatet utgörs främst av tropiska regnskogar.
Arten blir 5,5 till 9 cm lång (huvud och bål), har en 11 till 13 cm lång svans och väger 10 till 23 g. Pälsen hos populationer i bergstrakter är längre, mjukare och tätare en hos individer i låglandet. Den är rödbrun till gråaktig på ovansidan och blekare till vitaktig på undersidan. Hos Lorentzimys nouhuysi finns en form med vit svans och en form med svart svans. Båda har en hårtofs vid svansens spets. Vid framtassarna är fyra fingrar utrustade med klor och den minsta med en nagel.
Individerna är aktiva på dagen och på natten. De klättrar i växtligheten och går sällan på marken. I skogar bygger Lorentzimys nouhuysi bon av ormbunkar som placeras i träd, i klippiga områden byggs boet av mossa. 1990 fångades en grupp av 6 individer som troligen var en familj. En upphittad hona var dräktig med två eller fyra ungar. Födan utgörs av växtdelar, insekter och svampar.